# Dieter Borst
Dieter Borst, (n. 12 mai 1950, Schramberg, Baden-Württemberg, Germania) este un pictor și sculptor german.

## Cariera
Lumea sa este pictura informală, elementul de bază în lucrările sale fiind linia, care este susținută de segmente colorate. În 1969 a studiat la American School of Art din Munchen. În 1972 timp de o jumatate de an a făcut în Africa de Vest o excursie de studiu. În 1973 a început cu lucrări de grafică. În 1997 s-a mutat în Gran Canaria. În 2007 din cauza unui incendiu imens pe insula Gran Canaria, el și-a pierdut atelierul. Sute de lucrări din toate fazele muncii sale au fost distruse.

## Expoziții
Lucrările sale au fost expuse la New York, Fort Lauderdale, Miami, Köln, Viena și Gran Canaria.

## Picturi

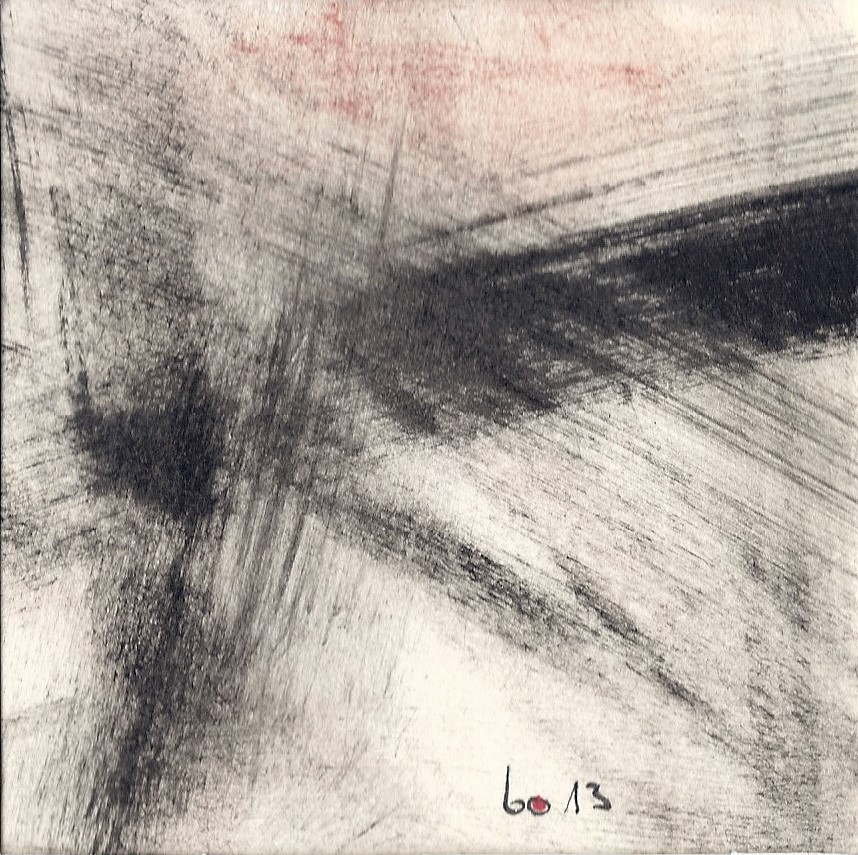
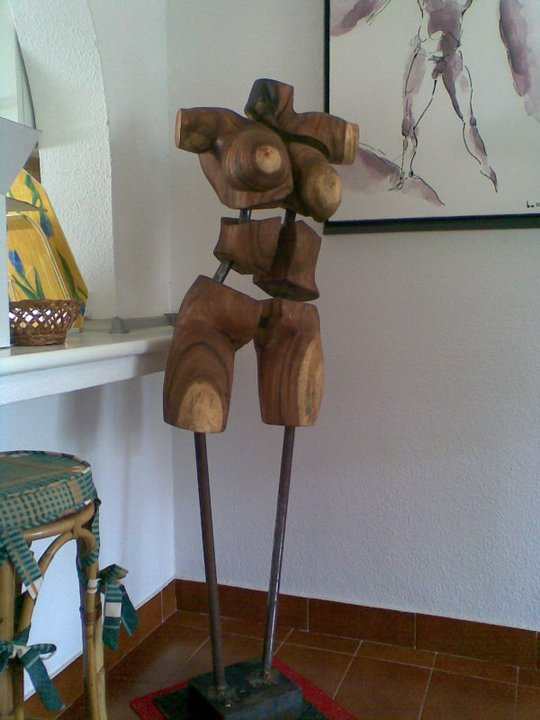
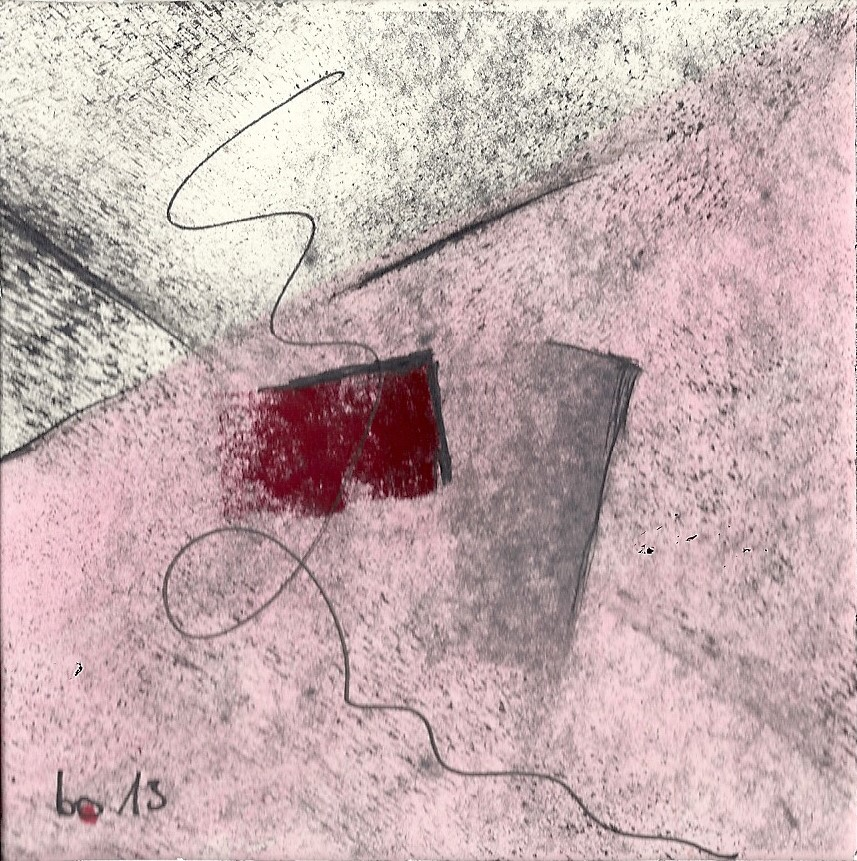
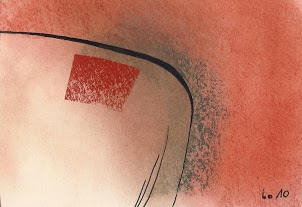
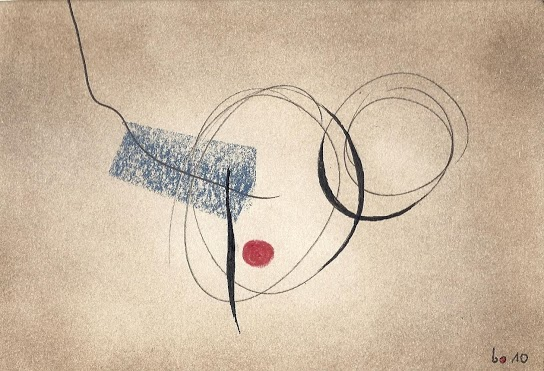
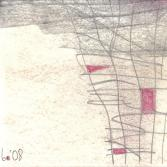
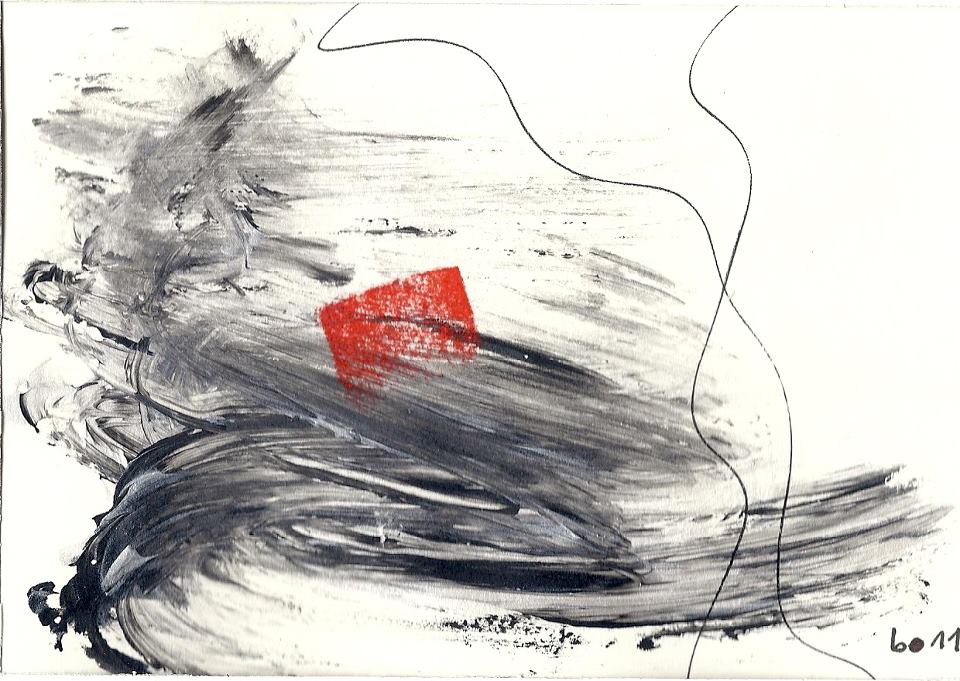
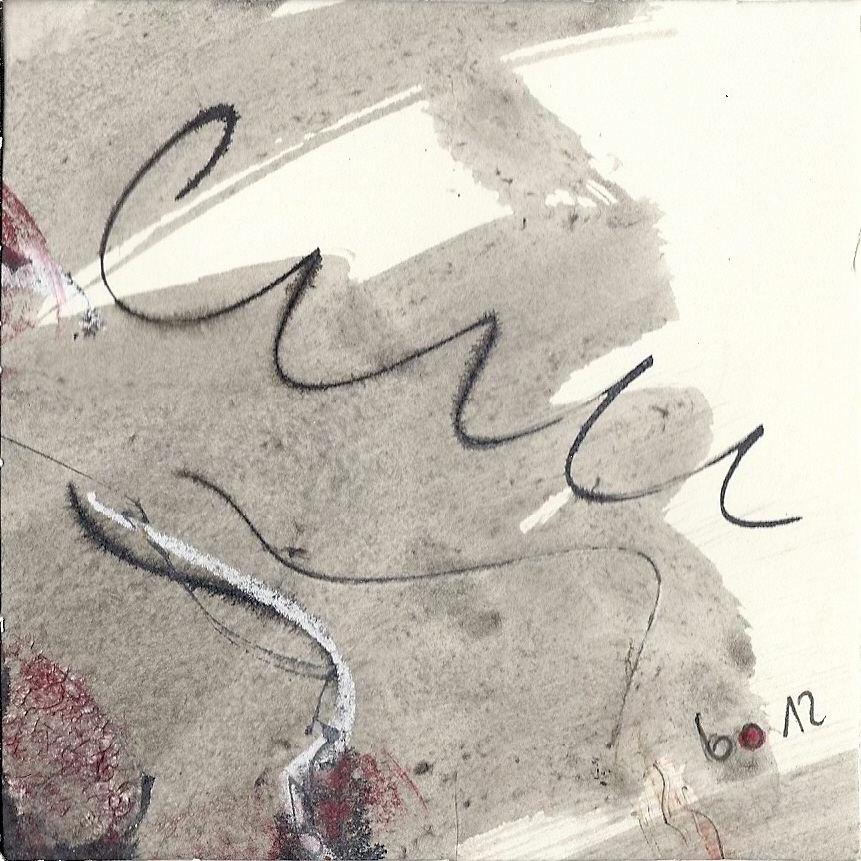
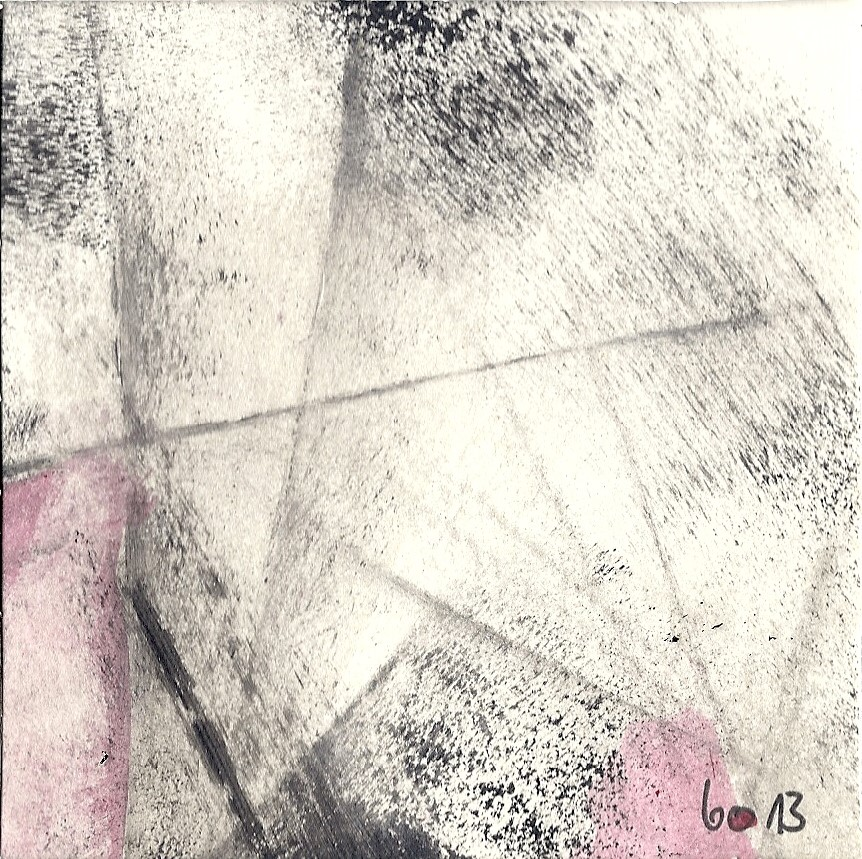
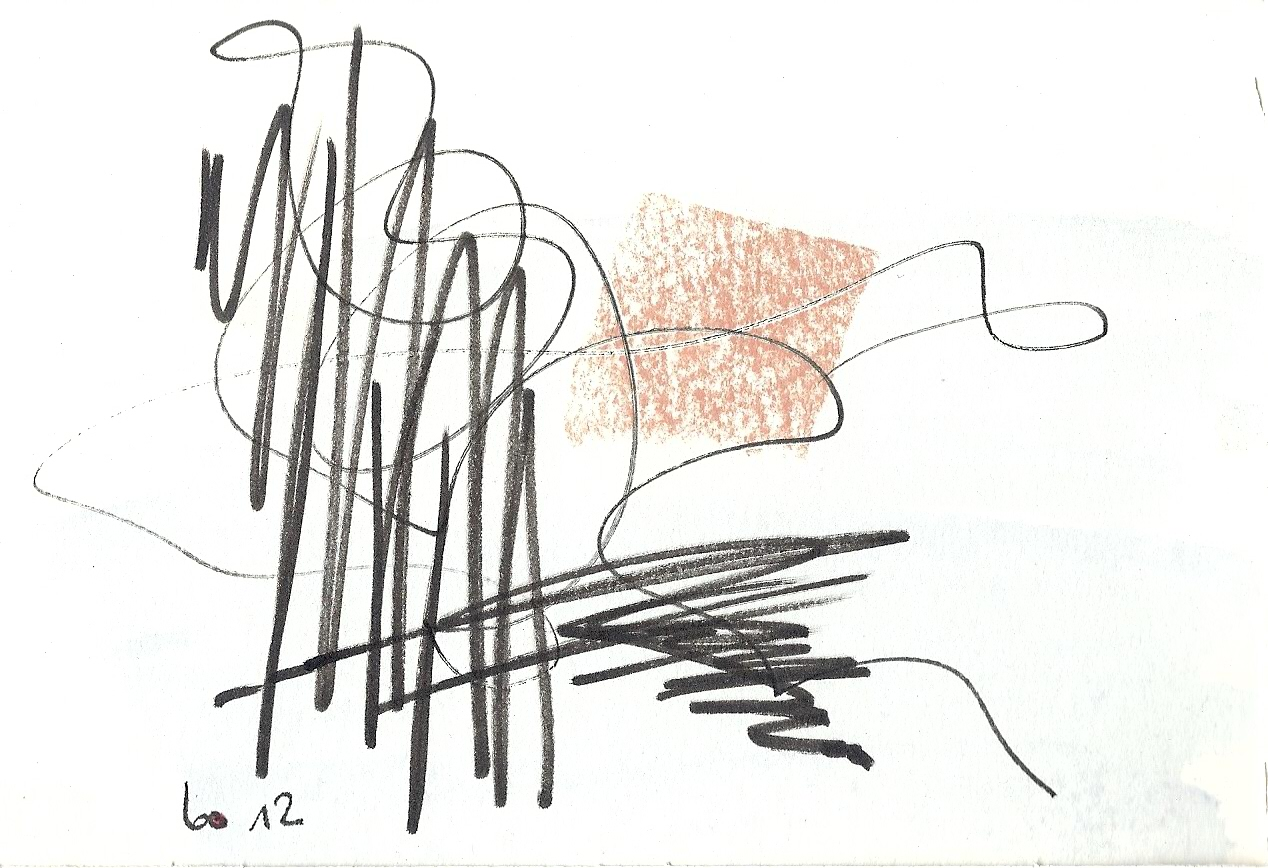
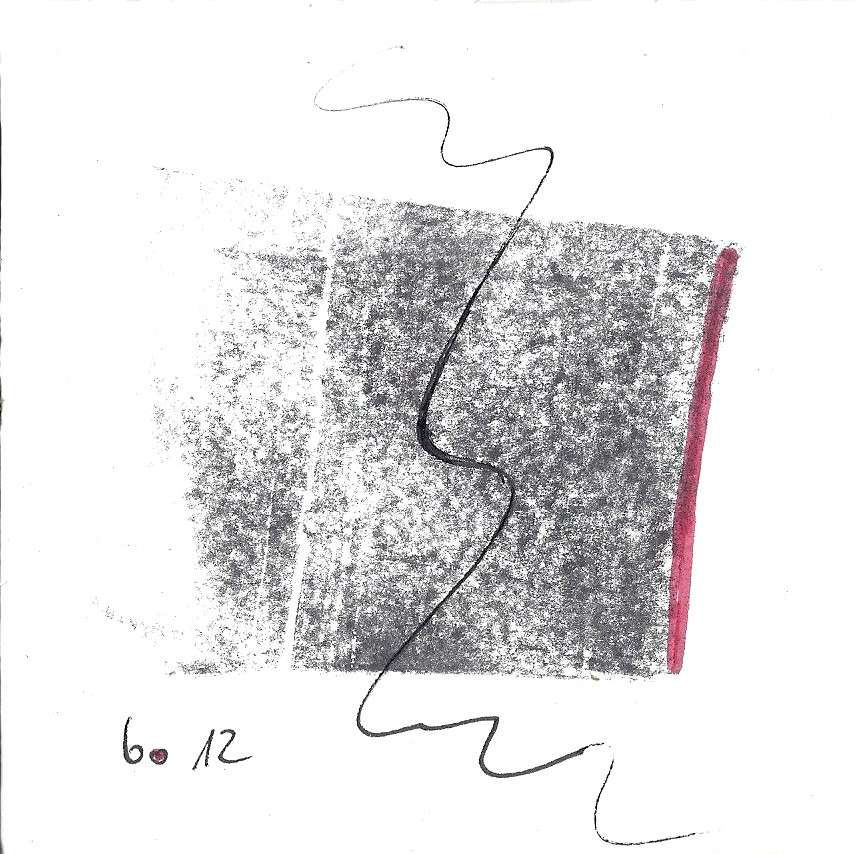
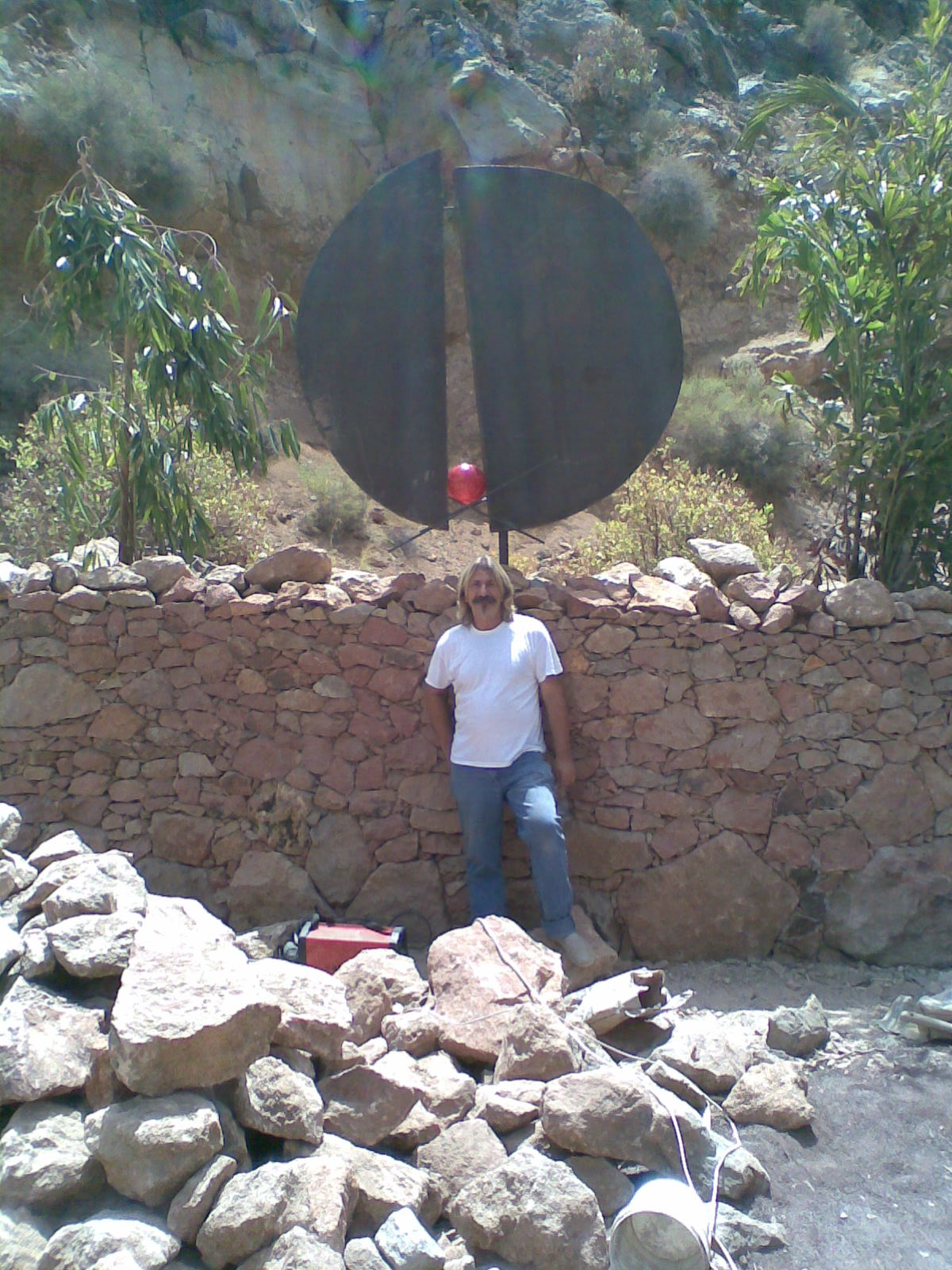
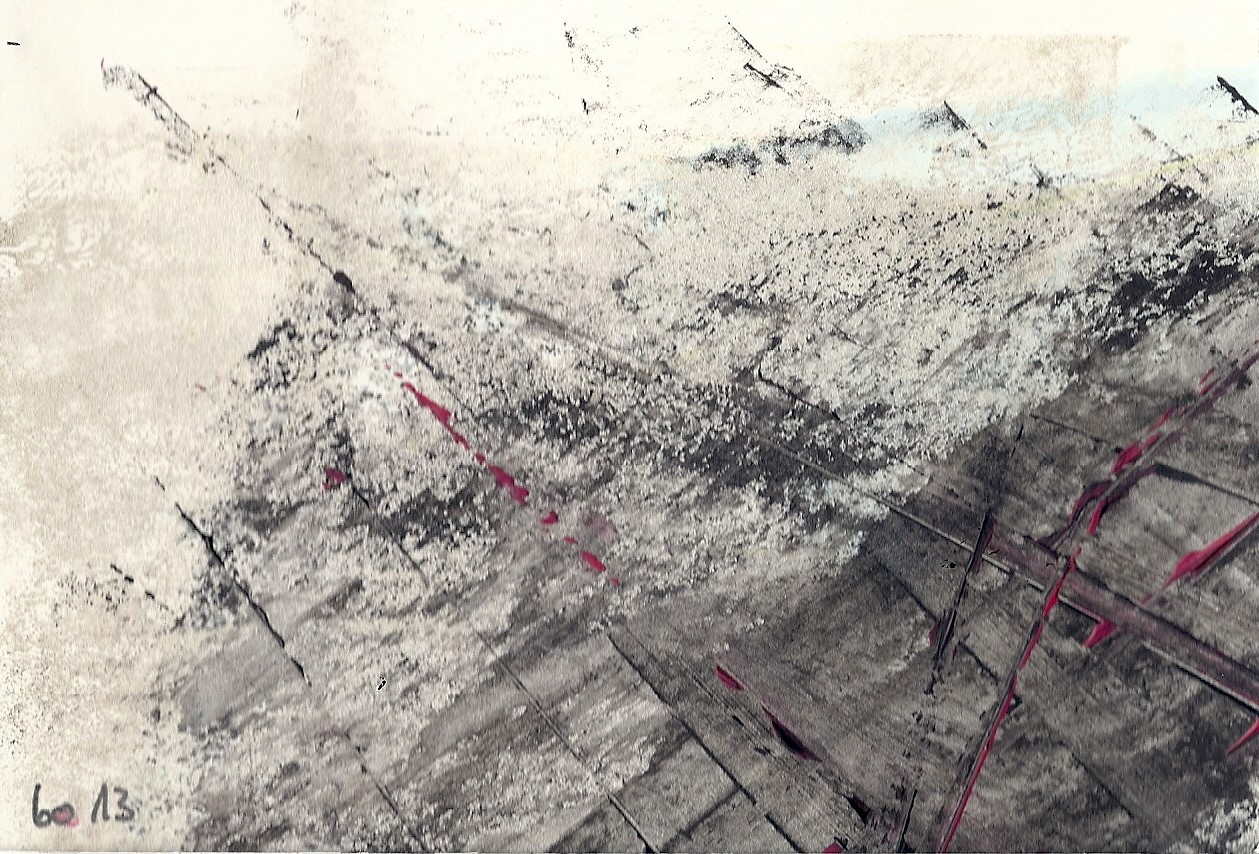
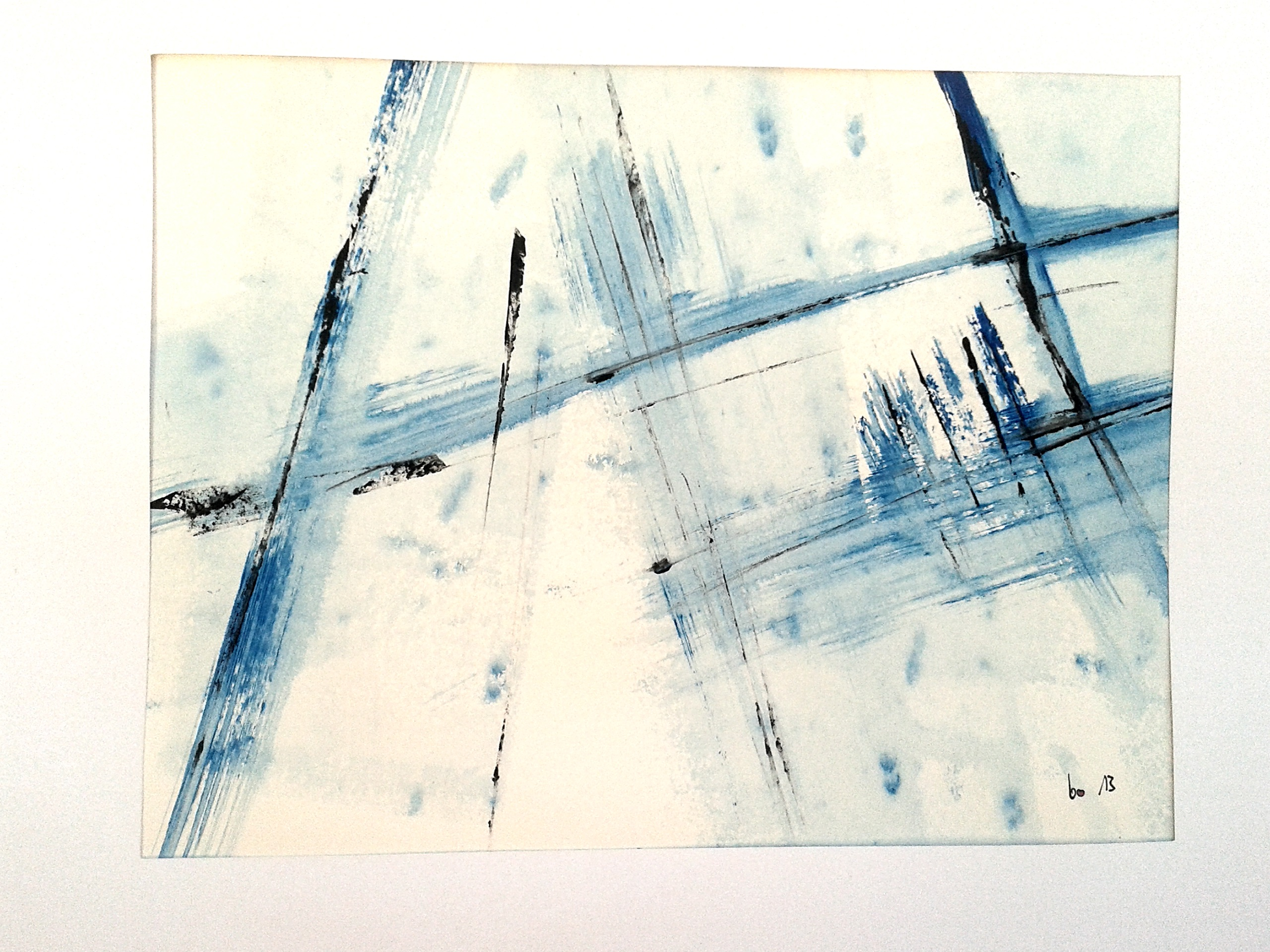

Art Informel

## Literatură
- Autor: Emanuel Schmitz: Dieter Borst Art Informel 2010 – 2011, ISBN 978-3-8442-9261-9
- Autor: Diana Neubauer: Dieter Borst – Art Informel 2013, ISBN 978-3-7322-5015-8
- Autor: Dieter Borst: Dieter Borst – Artinformel, ISBN 978-3-660-58444-8
- Autor: Dieter Borst: Tachisme – Dieter Borst, ISBN 978-1-325-00589-5
- Autor: Dieter Borst: Tachisme – Dieter Borst, ISBN 978-1-325-00590-1
- Autor: Dieter Borst: Informalism – Dieter Borst, ISBN 978-1-325-00786-1
- Autor: Dieter Borst: Informalism – Dieter Borst, ISBN 978-1-325-00785-1

## Muzee / Galerii
- Broadway Gallery, New York
- Gallery Colonial House Inn, New York
- The Grand, Fort Lauderdale, Florida
- Galerie Tempestas, Cologne
- Galeria de Arte, Spania

## Scrisori de acreditare
- New York Arts Magazine, Dieter Borst  Arhivat în 12 ianuarie 2014, la Wayback Machine.
- Lexikonia – Enzyklopädie, Dieter Borst
- Artnews, Dieter Borst  Arhivat în 18 februarie 2014, la Wayback Machine.
- NP-Neue Presse, Borst  Arhivat în 2 februarie 2017, la Wayback Machine.
- Artfairsinternational NY USA, Dieter Borst
- Broadway Gallery, NY USA, Dieter Borst  Arhivat în 5 octombrie 2018, la Wayback Machine.
- Biblioteca Națională Germană, Dieter Borst
- Artslant – Worldwide, Borst  Arhivat în 23 septembrie 2015, la Wayback Machine.
- Haz-Hannoversche Allgemeine, Borst  Arhivat în 4 martie 2014, la Wayback Machine.
- Newyorkartssupporters-wordpress,
- Orfeudesantateresa wordpress,